# 2000-es labdarúgó-Európa-bajnokság (selejtező – 2. csoport)
A 2000-es labdarúgó-Európa-bajnokság selejtezőjének 2. csoportjának mérkőzéseit tartalmazó lapja. A csoportban Norvégia, Görögország, Grúzia, Lettország, Szlovénia és Albánia szerepelt. A csapatok körmérkőzéses, oda-visszavágós rendszerben játszottak egymással.
Norvégia kijutott a 2000-es labdarúgó-Európa-bajnokságra. Szlovénia pótselejtezőt játszott, amelyet megnyert és kijutott az Eb-re.

## Tabella
| Hely. | Csapat      | M  | Gy | D | V | G+ | G– | Gk  | P  | Továbbjutás                           |     | Norvégia | Szlovénia | Görögország | Lettország | Albánia | Grúzia |
| ----- | ----------- | -- | -- | - | - | -- | -- | --- | -- | ------------------------------------- | --- | -------- | --------- | ----------- | ---------- | ------- | ------ |
| 1.    | Norvégia    | 10 | 8  | 1 | 1 | 21 | 9  | +12 | 25 | Kijutott a 2000-es Európa-bajnokságra |     | —        | 4–0       | 1–0         | 1–3        | 2–2     | 1–0    |
| 2.    | Szlovénia   | 10 | 5  | 2 | 3 | 12 | 14 | −2  | 17 | Pótselejtezőbe került                 |     | 1–2      | —         | 0–3         | 1–0        | 2–0     | 2–1    |
| 3.    | Görögország | 10 | 4  | 3 | 3 | 13 | 8  | +5  | 15 |                                       |     | 0–2      | 2–2       | —           | 1–2        | 2–0     | 3–0    |
| 4.    | Lettország  | 10 | 3  | 4 | 3 | 13 | 12 | +1  | 13 |                                       | 1–2 | 1–2      | 0–0       | —           | 0–0        | 1–0     |        |
| 5.    | Albánia     | 10 | 1  | 4 | 5 | 8  | 14 | −6  | 7  |                                       | 1–2 | 0–1      | 0–0       | 3–3         | —          | 2–1     |        |
| 6.    | Grúzia      | 10 | 1  | 2 | 7 | 8  | 18 | −10 | 5  |                                       | 1–4 | 1–1      | 1–2       | 2–2         | 1–0        | —       |        |

## Mérkőzések
| 1998. szeptember 5. |

| Grúzia           | 1–0               | Albánia |
| ---------------- | ----------------- | ------- |
| A. Arveladze 66' | (0–0) Jegyzőkönyv |         |

| Boris Paichadze, Tbiliszi Nézőszám: 25 000 Játékvezető: Claude Detruche (svájci) |

| 1998. szeptember 6. |

| Görögország                 | 2–2               | Szlovénia       |
| --------------------------- | ----------------- | --------------- |
| Machlas 55' Frantzeskos 58' | (0–1) Jegyzőkönyv | Zahovič 18' 72' |

| Olimpiai Stadion, Athén Nézőszám: 28 908 Játékvezető: Alfredo Trentalange (olasz) |

| 1998. szeptember 6. |

| Norvégia      | 1–3               | Lettország                                        |
| ------------- | ----------------- | ------------------------------------------------- |
| Solbakken 17' | (1–1) Jegyzőkönyv | Pahars 11' Štolcers 53' Zemļinskis 64' (11-esből) |

| Ulleval, Oslo Nézőszám: 11 031 Játékvezető: Sergei Shmolik (fehérorosz) |

| 1998. október 10. |

| Lettország  | 1–0               | Grúzia |
| ----------- | ----------------- | ------ |
| Štolcers 2' | (1–0) Jegyzőkönyv |        |

| Daugava Stadium, Riga Nézőszám: 1900 Játékvezető: Constantin Zotta (román) |

| 1998. október 10. |

| Szlovénia   | 1–2               | Norvégia           |
| ----------- | ----------------- | ------------------ |
| Zahovič 24' | (1–1) Jegyzőkönyv | Flo 45' Rekdal 80' |

| Bežigrad Stadium, Ljubljana Nézőszám: 6200 Játékvezető: Andreas Schluchter (svájci) |

| 1998. október 14. |

| Görögország                                 | 3–0               | Grúzia |
| ------------------------------------------- | ----------------- | ------ |
| Machlas 12' Liberopoulos 15' Ouzounidis 36' | (3–0) Jegyzőkönyv |        |

| Olimpiai Stadion, Athén Nézőszám: 12 681 Játékvezető: Atanas Uzunov (bolgár) |

| 1998. október 14. |

| Norvégia               | 2–2               | Albánia            |
| ---------------------- | ----------------- | ------------------ |
| Rekdal 81' H. Berg 86' | (0–1) Jegyzőkönyv | Bushi 37' Tare 52' |

| Ullevaal, Oslo Nézőszám: 17 770 Játékvezető: Gerd Grabher (osztrák) |

| 1998. október 14. |

| Szlovénia  | 1–0               | Lettország |
| ---------- | ----------------- | ---------- |
| Udovič 86' | (0–0) Jegyzőkönyv |            |

| Ljudski vrt, Maribor Nézőszám: 3292 Játékvezető: Karen Nalbandyan (örmény) |

| 1998. november 18. |

| Albánia | 0–0         | Görögország |
| ------- | ----------- | ----------- |
|         | Jegyzőkönyv |             |

| Qemal Stafa Stadium, Tirana Nézőszám: 18 670 Játékvezető: Victor Jose Esquinas Torres (spanyol) |

| 1999. március 27. |

| Grúzia         | 1–1               | Szlovénia |
| -------------- | ----------------- | --------- |
| Dzhanashia 42' | (1–0) Jegyzőkönyv | Knavs 52' |

| Boris Paichadze Stadium, Tbiliszi Nézőszám: 20 000 Játékvezető: Alain Hamer (luxemburgi) |

| 1999. március 27. |

| Görögország | 0–2               | Norvégia         |
| ----------- | ----------------- | ---------------- |
|             | (0–1) Jegyzőkönyv | Solskjær 37' 86' |

| Olimpiai Stadion, Athén Nézőszám: 42 566 Játékvezető: Leslie Irvine (angol) |

| 1999. március 31. |

| Lettország | 0–0         | Görögország |
| ---------- | ----------- | ----------- |
|            | Jegyzőkönyv |             |

| Daugava Stadium, Riga Nézőszám: 4300 Játékvezető: Knud Erik Fisker (dán) |

| 1999. április 28. |

| Grúzia         | 1–4               | Norvégia                             |
| -------------- | ----------------- | ------------------------------------ |
| Dzhanashia 57' | (0–4) Jegyzőkönyv | Iversen 16' Flo 25' 35' Solskjær 37' |

| Borisz Paicsadze Stadion, Tbiliszi Nézőszám: 15 000 Játékvezető: Puhl Sándor (magyar) |

| 1999. április 28. |

| Lettország | 0–0         | Albánia |
| ---------- | ----------- | ------- |
|            | Jegyzőkönyv |         |

| Daugava Stadium, Riga Nézőszám: 2700 Játékvezető: Eric Romain (belga) |

| 1999. május 30. |

| Norvégia   | 1–0               | Grúzia |
| ---------- | ----------------- | ------ |
| Iversen 4' | (1–0) Jegyzőkönyv |        |

| Ullevaal, Oslo Nézőszám: 18 236 Játékvezető: Luc Huyghe (belga) |

| 1999. június 5. |

| Lettország | 1–2               | Szlovénia                  |
| ---------- | ----------------- | -------------------------- |
| Pahars 18' | (1–2) Jegyzőkönyv | Zahovič 27' 43' (11-esből) |

| Daugava Stadium, Riga Nézőszám: 2800 Játékvezető: Juan Manuel Brito Arceo (spanyol) |

| 1999. június 5. |

| Albánia  | 1–2               | Norvégia           |
| -------- | ----------------- | ------------------ |
| Tare 16' | (1–1) Jegyzőkönyv | Iversen 3' Flo 83' |

| Qemal Stafa Stadium, Tirana Nézőszám: 5000 Játékvezető: Livio Bazzoli (olasz) |

| 1999. június 5. |

| Grúzia       | 1–2               | Görögország                  |
| ------------ | ----------------- | ---------------------------- |
| Ketsbaia 55' | (0–0) Jegyzőkönyv | Mavrogenidis 85' Machlas 89' |

| Boris Paichadze Stadium, Tbiliszi Nézőszám: 7400 Játékvezető: William Young (skót) |

| 1999. június 9. |

| Albánia | 0–1               | Szlovénia              |
| ------- | ----------------- | ---------------------- |
|         | (0–1) Jegyzőkönyv | Zahovič 26' (11-esből) |

| Qemal Stafa Stadium, Tirana Nézőszám: 8000 Játékvezető: Adrian Stoica (román) |

| 1999. június 9. |

| Görögország             | 1–2               | Lettország                                 |
| ----------------------- | ----------------- | ------------------------------------------ |
| Niniadis 37' (11-esből) | (1–1) Jegyzőkönyv | Verpakovskis 24' Zemļinskis 90' (11-esből) |

| Olimpiai Stadion, Athén Nézőszám: 15 135 Játékvezető: Lubomír Puček (cseh) |

| 1999. augusztus 18. |

| Szlovénia              | 2–0               | Albánia |
| ---------------------- | ----------------- | ------- |
| Zahovič 49' Osterc 80' | (0–0) Jegyzőkönyv |         |

| Bežigrad Stadium, Ljubljana Nézőszám: 6900 Játékvezető: Joaquim da Silva (portugál) |

| 1999. szeptember 4. |

| Norvégia        | 1–0               | Görögország |
| --------------- | ----------------- | ----------- |
| Leonhardsen 34' | (1–0) Jegyzőkönyv |             |

| Ullevaal, Oslo Nézőszám: 24 133 Játékvezető: Markus Merk (német) |

| 1999. szeptember 4. |

| Albánia                 | 3–3               | Lettország                     |
| ----------------------- | ----------------- | ------------------------------ |
| Bushi 29' 78' Mukaj 90' | (1–1) Jegyzőkönyv | Astafjevs 20' 62' Štolcers 70' |

| Qemal Stafa Stadium, Tirana Nézőszám: 4000 Játékvezető: Alain Hamer (luxemburgi) |

| 1999. szeptember 4. |

| Szlovénia                | 2–1               | Grúzia           |
| ------------------------ | ----------------- | ---------------- |
| Ačimovič 48' Zahovič 80' | (0–0) Jegyzőkönyv | S. Arveladze 55' |

| Bežigrad Stadium, Ljubljana Nézőszám: 7000 Játékvezető: Jan Wegereef (holland) |

| 1999. szeptember 8. |

| Grúzia                            | 2–2               | Lettország                  |
| --------------------------------- | ----------------- | --------------------------- |
| S. Arveladze 30' Kavelashvili 52' | (1–0) Jegyzőkönyv | Bleidelis 62' Stepanovs 90' |

| Boris Paichadze Stadium, Tbiliszi Nézőszám: 4500 Játékvezető: Miroslav Radoman (jugoszláv) |

| 1999. szeptember 8. |

| Norvégia                                                     | 4–0               | Szlovénia |
| ------------------------------------------------------------ | ----------------- | --------- |
| Istenič 15' (öngól) Iversen 17' Solskjær 30' Leonhardsen 67' | (3–0) Jegyzőkönyv |           |

| Ullevaal, Oslo Nézőszám: 24 288 Játékvezető: Gilles Veissière (francia) |

| 1999. október 6. |

| Görögország               | 2–0               | Albánia |
| ------------------------- | ----------------- | ------- |
| Tsartas 1' Georgiadis 87' | (1–0) Jegyzőkönyv |         |

| Olimpiai Stadion, Athén Nézőszám: 11 384 Játékvezető: Valentin Ivanov (orosz) |

| 1999. október 9. |

| Szlovénia | 0–3               | Görögország                                |
| --------- | ----------------- | ------------------------------------------ |
|           | (0–2) Jegyzőkönyv | Tsartas 39' Georgiadis 43' Nikolaídisz 72' |

| Ljudski vrt, Maribor Nézőszám: 2500 Játékvezető: Gamal Al-Ghandour (egyiptomi) |

| 1999. október 9. |

| Lettország | 1–2               | Norvégia             |
| ---------- | ----------------- | -------------------- |
| Pahars 52' | (0–0) Jegyzőkönyv | Solskjær 51' Flo 85' |

| Daugava Stadium, Riga Nézőszám: 2500 Játékvezető: Dietmar Drabek (osztrák) |

| 1999. október 9. |

| Albánia              | 2–1               | Grúzia           |
| -------------------- | ----------------- | ---------------- |
| Rraklli 30' Kola 36' | (2–0) Jegyzőkönyv | S. Arveladze 52' |

| Qemal Stafa Stadium, Tirana Nézőszám: 650 Játékvezető: Alfred Micallef (máltai) |